# تطور الإنسان

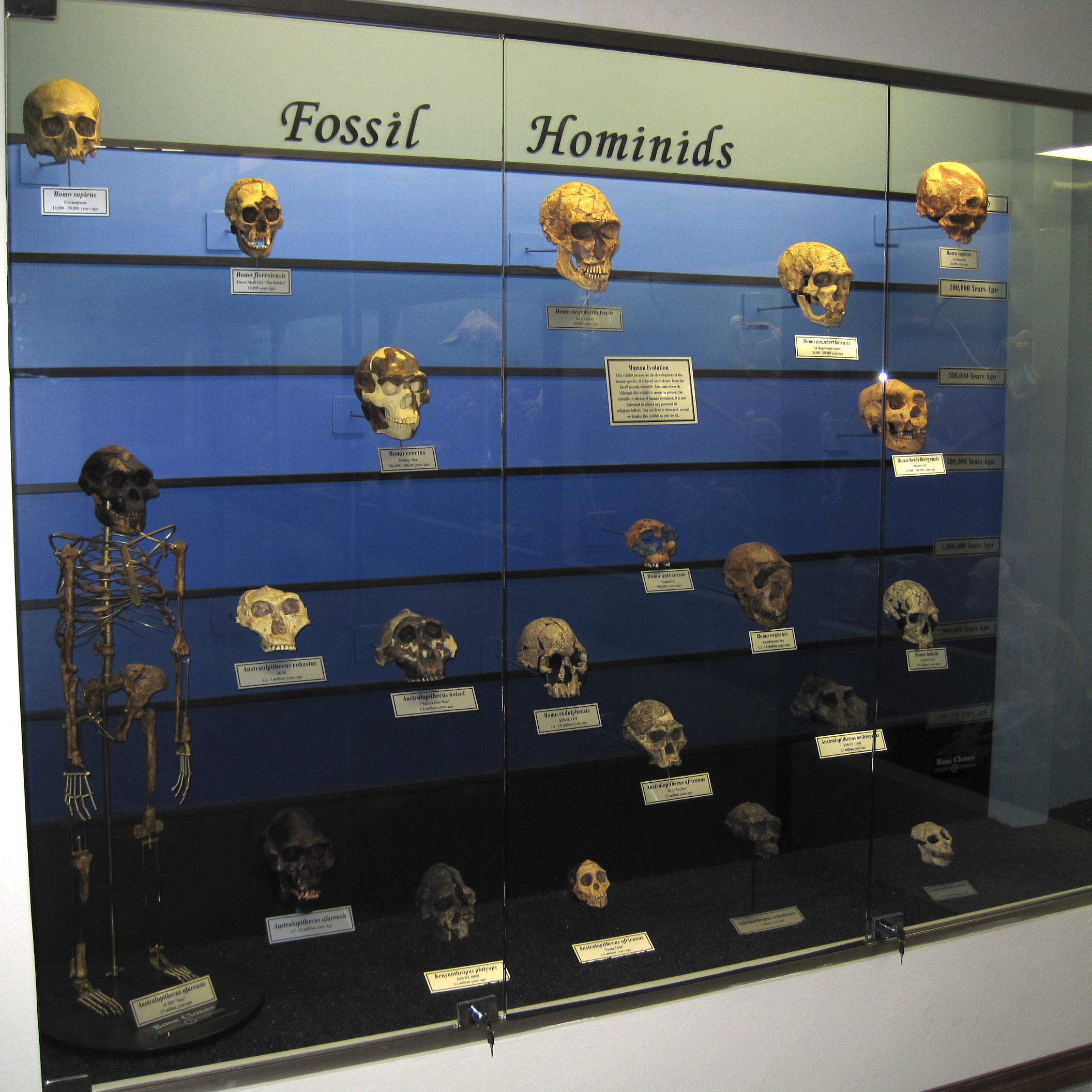
أحفورات للإنسان تبين التطور التاريخي، معروضة في في متحف أوستيولوجي، أوكلاهوما ، بالولايات المتحدة.

تطور الإنسان أو تطور البشر أو التطور البشري هو العملية التطورية التي أدت إلى ظهور الإنسان الحديث تشريحياً (الإنسان العاقل) كنوع فريد ضمن فصيلة القردة العليا (الهومينيد)، وذلك بدءاً من ظهور الرئيسيات، وعلى وجه الخصوص جنس الإنسان (الهومو). تضمنت هذه العملية التطور التدريجي لسمات مثل: المشي على قدمين واللغة، وكذلك التزاوج البيني مع غيرهم من أشباه البشر (الهومينين)، وهو ما يعني أن عملية تطور الإنسان لم تكن خطية وإنما كانت أشبه بشبكة.

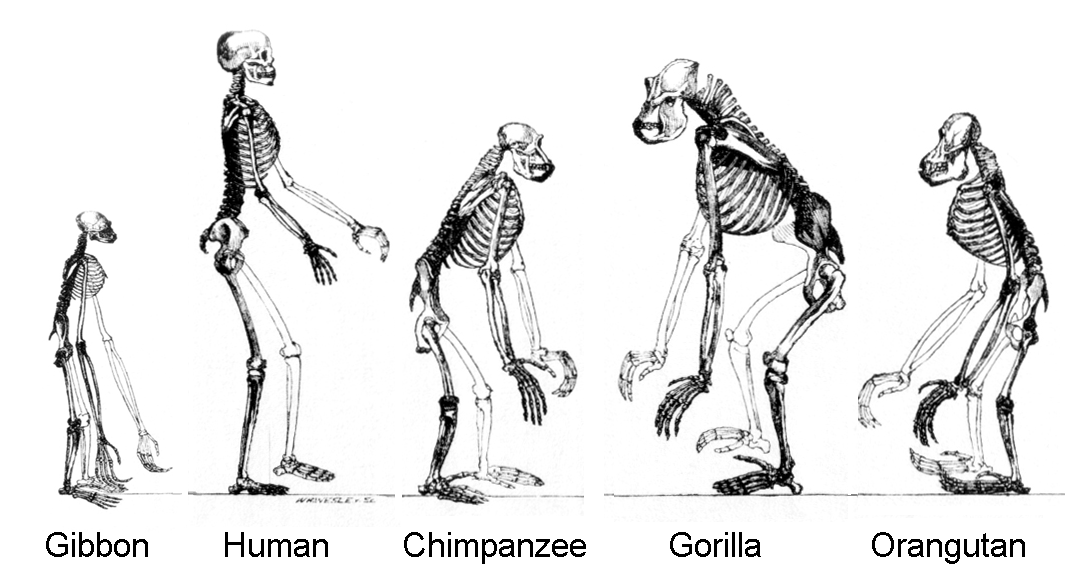
عائلة القردة العليا التي لا تمتلك ذيلاً والتي تضم الإنسان العاقل والشمبانزي والغوريلا والأورنغوتان والجبون.

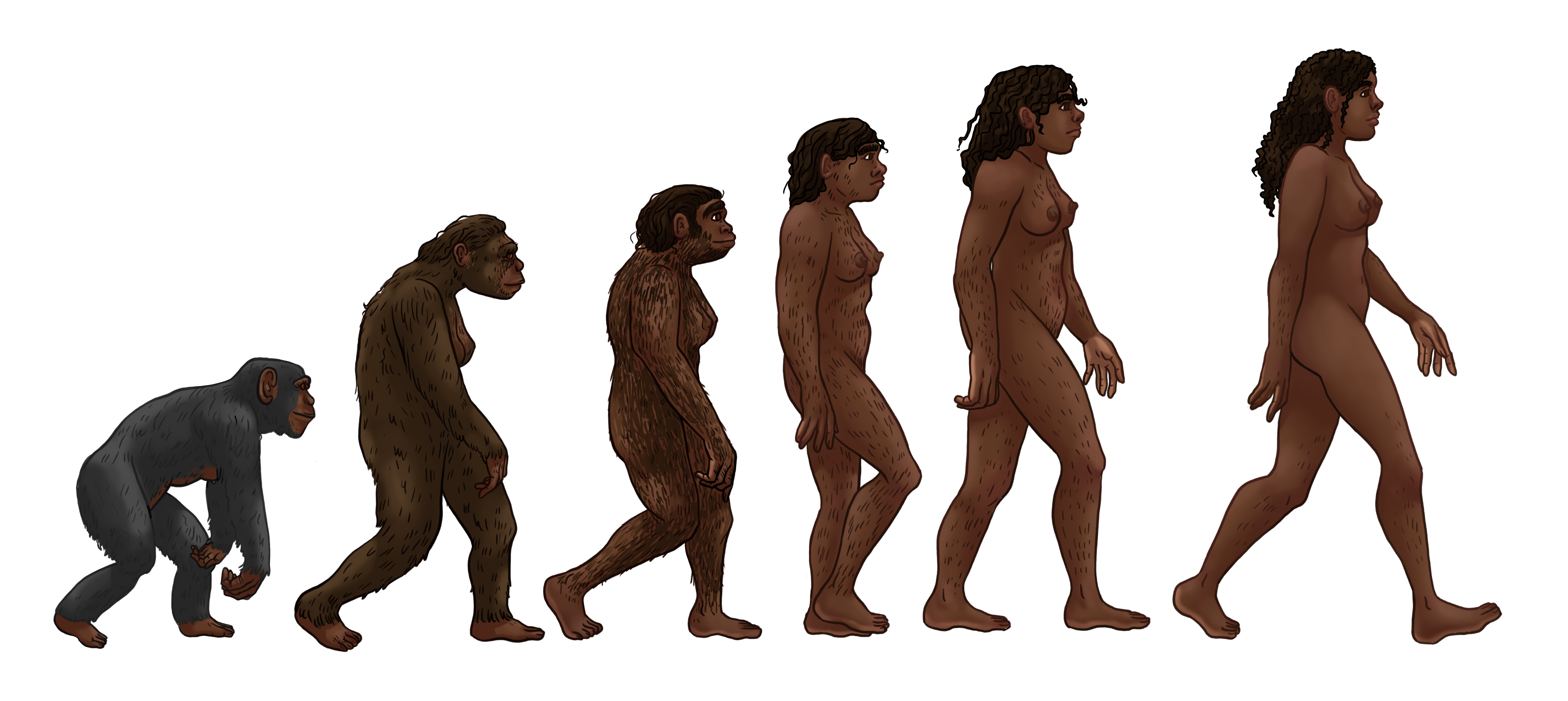
تطور إناث الإنسان حيث يتراجع كثافة شعر الجسم مقارنة بالذكور.

يدخل في دراسة التطور البشري عدة علوم أو تخصصات علمية مثل علم الإنسان وعلم الآثار وعلم الحفريات وعلم الأعصاب الحيوي وعلم سلوك الحيوان وعلم اللغة وعلم النفس التطوري وعلم الأجنة وعلم الوراثة. وقد أثبتت الدراسات الوراثية أن الرئيسيات تفرعت من طائفة الثدييات قبل نحو 85 مليون سنة، وذلك في العصر الطباشيري المتأخر، وتظهر الحفريات المبكرة لها في العصر الباليوسيني، أي منذ نحو 55 مليون سنة.
يتناول هذا الحقل من الدراسة أسئلة شائعة مثل:
- كيف لنا أن نعرف ما نعرفه في مجال تطور الإنسان؟
- كيف لنا أن نعرف ما إذا كانت هذه الفصيلة قد مشت على قدمين أم لا؟ وهل عاشت في مناطق مداريه أم استوائية؟
- كيف لنا أن نعرف التركيبة الاجتماعية لتلك المخلوقات المنقرضة؟

ما حدث في الماضي ترك لنا أدلة على وجوده وحياته. ووظيفة العلماء هي البحث عن هذه الأدلة وتحليلها وإعطائنا ما يقبله العقل والعلم. هذه الأدلة تاتي على عدة أوجه كأحافير عظام جماجم وغيرها كعظام الفكين الأسنان أو حتى الأقدام، وكذلك استكشاف ودراسة الأماكن التي عاش ومات فيها وما تركه من أدوات كان يستعملها في حياته اليومية ومصنوعات يدوية مثل الرماح والفؤوس، وحلي وملابس وخلافه.

## التغييرات التشريحية
يتميز التطور البشري منذ انفصاله الأول عن السلف المشترك الأخير للإنسان والشمبانزي بعدد من التغيرات المورفولوجية والنمائية والفسيولوجية والسلوكية والبيئية. واكتُشف التطور البيئي (الحضاري) في وقت لاحق خلال العصر الحديث الأقرب (البليستوسيني)، ولعب دورًا مهمًا في التطور البشري الذي لوحظ من خلال التحولات البشرية بين نظام الكفاف. وكانت أهم هذه التكيفات هي المشي على قدمين، وزيادة حجم المخ، وازدياد مدة تطور الجنين (الحمل والرضاعة)، وتراجع مثنوية الشكل الجنسية، والعلاقة بين هذه التغييرات هي موضوع نقاش مستمر. وقد تطورت قوة القبضة ودقتها، وهو تغيير حدث لأول مرة عند الإنسان المنتصب.

### ثنائيات الحركة (السير على قدمين)
السير على قدمين هو التكيف الأساسي لأسلاف الإنسان ويعتبر السبب الرئيسي وراء مجموعة من التغييرات الهيكلية التي تتقاسمها جميع البشرانيات ثنائيات الحركة. اعتبرت البشراناويات المبكرة التي يحتمل أنها ثنائيات الحركة بشكل بدائي، إما أناسي الساحل التشادي أو أورورين، وكلاهما نشأ منذ نحو 6 حتى 7 ملايين سنة. تباعد السائرون على مفاصل اليد مثل الغوريلا والشمبانزي، عن خط البشراناويات على مدى فترة تغطي نفس الوقت السابق، لذلك قد يكون إما أناسي الساحل التشادي أو أورورين آخر أسلافنا المشتركة. وقد نشأ قرد الأرض، وهو ثنائي الحركة بشكل كامل، منذ نحو 5.6 مليون سنة.
في نهاية المطاف تطورت ثنائيات الحركة المبكرة إلى قردة جنوبية ولاحقًا إلى جنس هومو. وهناك العديد من النظريات حول قيمة التكيف لثنائيات الحركة. من المحتمل أن المشي على قدمين كان مفضلًا لأنه حرر اليدين للوصول إلى الطعام وحمله، وتوفير الطاقة أثناء الحركة، ومكّن من الركض لمسافات طويلة والصيد، ووفر مجالًا معززًا للرؤية، وساعد في تجنب ارتفاع الحرارة عن طريق تقليل مساحة السطح الذي يتعرض لأشعة الشمس المباشرة، مبرزًا كل الفوائد للازدهار في السافانا الجديدة وبيئة الغابات التي نشأت نتيجة لارتفاع وادي صدع شرق أفريقيا مقابل موطن الغابات المغلق السابق. وتقدم دراسة عام 2007 دعمًا لفرضية أن المشي على قدمين، أو ثنائية الحركة، قد تطور لأنه يستخدم طاقة أقل من المشي الرباعي على مفاصل اليد. ومع ذلك، تشير الدراسات الحديثة إلى أن المشي على قدمين دون القدرة على استخدام النار لم يكن ليتيح الانتشار العالمي. وشهد هذا التغيير في المشية إطالة الساقين بشكل متناسب بالمقارنة مع طول الذراعين، اللتين قصرتا مع إلغاء الحاجة إلى التحرك التعلقي. وطرأ تغيير أخر على شكل إصبع القدم الكبير، إذ تشير الدراسات الحديثة إلى أن القردة الجنوبية لا تزال تعيش جزءًا من الوقت في الأشجار نتيجة للحفاظ على قبضة إصبع القدم الكبير. وجرى فقدان هذا بشكل تدريجي عند الإنسان الماهر.
من الناحية التشريحية، ترافق تطور المشي على قدمين مع عدد كبير من التغييرات الهيكلية، ليس فقط في الساقين والحوض، ولكن أيضًا في العمود الفقري والقدمين والكاحلين والجمجمة. تطور عظم الفخذ إلى وضع زاوية أكثر قليلًا لتحريك مركز الثقل باتجاه المركز الهندسي للجسم. وأصبحت مفاصل الركبة والكاحل قوية بشكل متزايد لدعم زيادة الوزن بشكل أفضل. ولدعم الوزن المتزايد على كل فقرة في الوضع المستقيم، أصبح العمود الفقري البشري على شكل حرف إس (S) وأصبحت الفقرات القطنية أقصر وأوسع. أما في القدمين، يتحرك إصبع القدم الكبير بنسق مع أصابع القدم الأخرى للمساعدة على الحركة إلى الأمام. وقصر الذراعان والساعدان بالنسبة إلى الساقين، ما يسهل الركض. هاجرت الثقبة العظمى تحت الجمجمة وإلى الأمام أكثر.
حدثت التغييرات الأكثر أهمية في منطقة الحوض، حيث قصر النصل الحرقفي الطويل المواجه للأسفل وتوسع كشرط للحفاظ على مركز الثقل مستقرًا أثناء المشي؛ فأصبح حوض الإنسان ثنائي الحركة كشكل الوعاء أقصر ولكن أعرض بسبب ذلك. لكن الخلل أن قناة الولادة للبشرانيات وأشباهها ثنائيات الحركة أصبحت أصغر مما هي عليه في البشرانيات التي تسير على مفاصل الأصابع، وعلى الرغم من اتساعها مقارنة بقناة الولادة للقردة الجنوبية والإنسان الحديث، ما يسمح بولادة الأطفال بسبب الزيادة في حجم الجمجمة، ولكن هذا يقتصر على الجزء العلوي، لأن الزيادة الإضافية يمكن أن تعوق الحركة الطبيعية على قدمين.
تطور قصر الحوض وقناة الولادة الأصغر كانا شرطًا للمشي على قدمين، وكان لهما آثار كبيرة على عملية الولادة البشرية التي تعد أكثر صعوبة عند البشر المعاصرين بالنسبة للرئيسيات الأخرى. أثناء الولادة البشرية، وبسبب الاختلاف في حجم منطقة الحوض، يجب أن يكون رأس الجنين في وضع عرضي (مقارنة بالأم) أثناء الدخول إلى قناة الولادة ويدور نحو 90 درجة عند الخروج. فأصبحت قناة الولادة الأصغر عاملًا مقيدًا لزيادة حجم المخ في البشر الأوائل ودفعت نحو فترة حمل أقصر، ما أدى إلى عدم النضج النسبي للذرية البشرية، الذين لا يستطيعون المشي قبل 12 شهرًا بكثير ولديهم قدر أكبر من استدامة المرحلة اليرقية، مقارنة بالرئيسيات الأخرى، الذين يتنقلون في سن مبكرة جدًا. وكان للنمو الدماغي المتزايد بعد الولادة واعتماد الأطفال المتزايد على الأمهات تأثير كبير على الدورة الإنجابية للإناث، والمظهر الأكثر تواترًا للرعاية غير الوالدية عند البشر مقارنة بالبشراناويات الأخرى. وأدى النضج الجنسي المتأخر للإنسان إلى تطور سن اليأس، مع تفسير واحد ينص على أن النساء المسنات يمكن أن ينقلن جيناتهن بشكل أفضل من خلال رعاية نسل بناتهن، مقارنة بإنجاب المزيد من الأطفال.

## تاريخ الدراسة

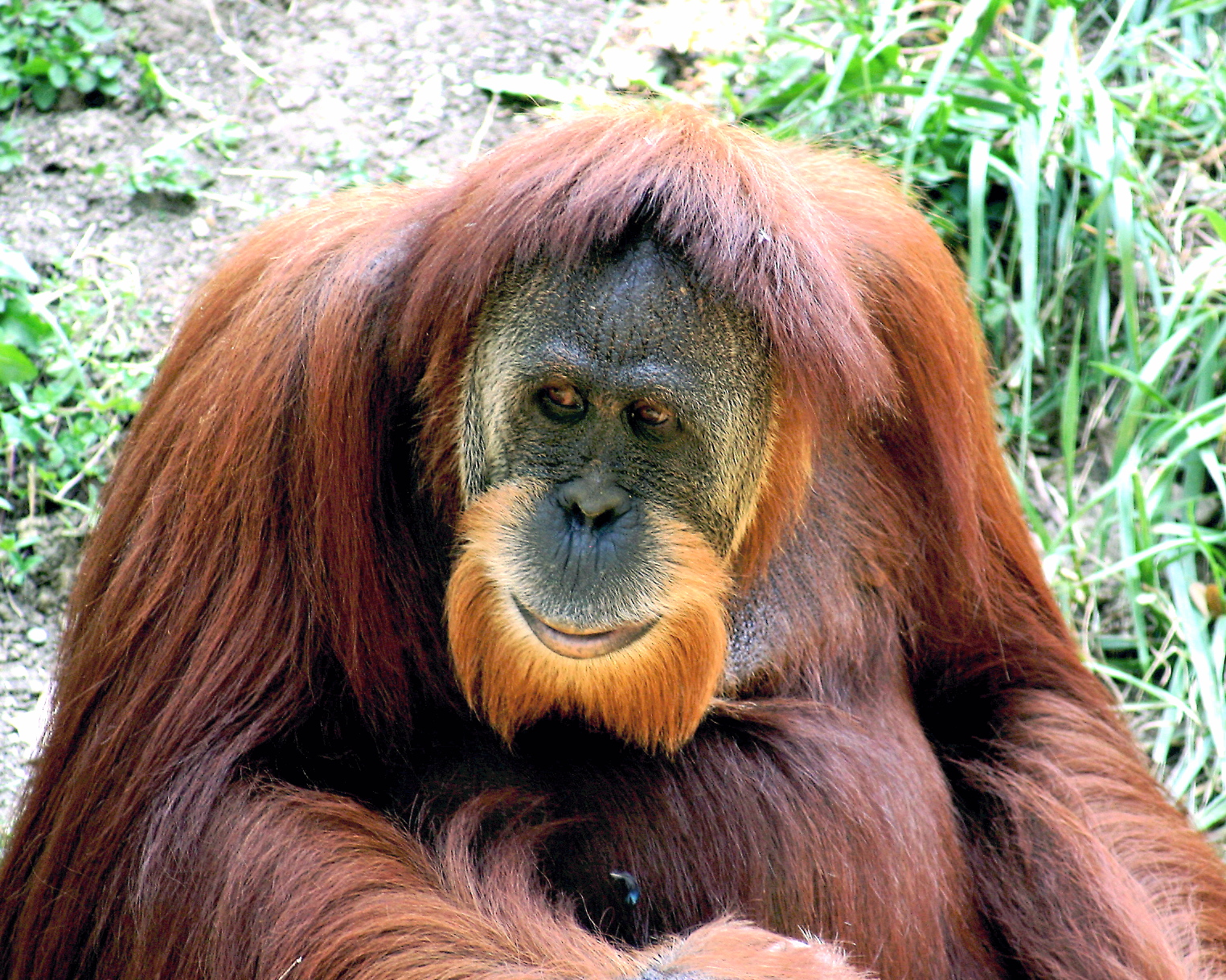
يرجع الإنفصال الوراثي للسلف المشترك بين عائلة إنسانيات الغاب والإنسان العاقل إلى العصر الميوسيني قبل حوالي 14 إلي 18 مليون سنة مضت.

### قبل داروين

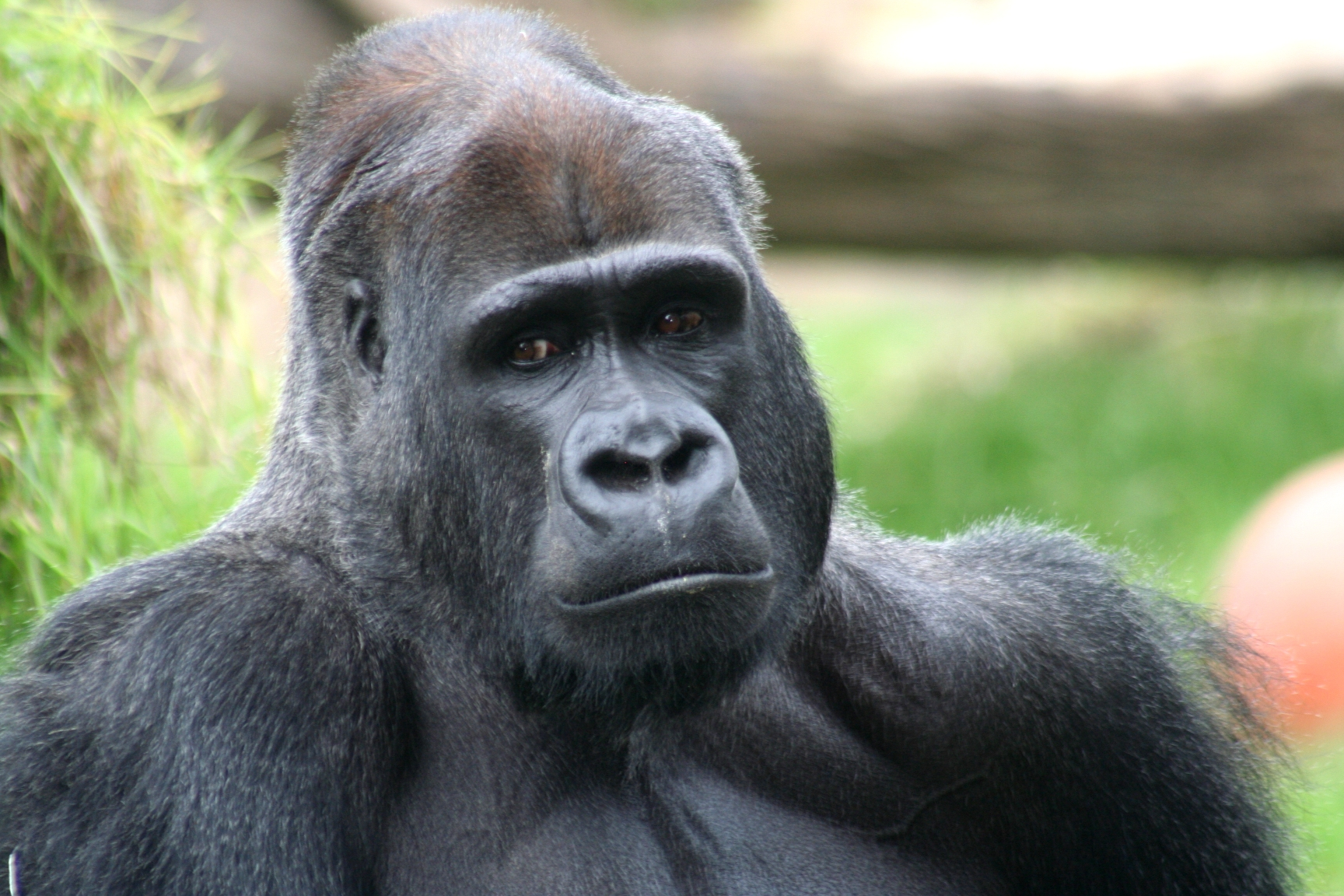
أنفصل السلف المشترك بين الإنسان والغوريلا قبل 10 ملايين سنة.

تترجم كلمة “هومو” في اللغة اللاتينية إلى كلمة “الإنسان”، و”هومو” هو الاسم الذي أُطلق على الجنس البيولوجي الذي ينتمي إليه البشر. ظهرت كلمة “هومو” في بادئ الأمر عند عالم النبات السويدي كارلوس لينيوس في نظام التصنيف الخاص به. أما كلمة “إنسان”، فهي مشتقة من كلمة humanus اللاتينية، وهي نعت لكلمة homo. أما الكلمة الأخيرة، أي homo في اللاتينية، فهي مشتقة من الجذر dhghem من اللغة الهندو–أوروبية، حيث تعني “الأرض”. اعتبر لينيوس وعلماء آخرون في عصره أيضاً أن القردة العليا هي أقرب أقرباء الإنسان بناءً على أوجه التشابه المورفولوجية والتشريحية.

### داروين

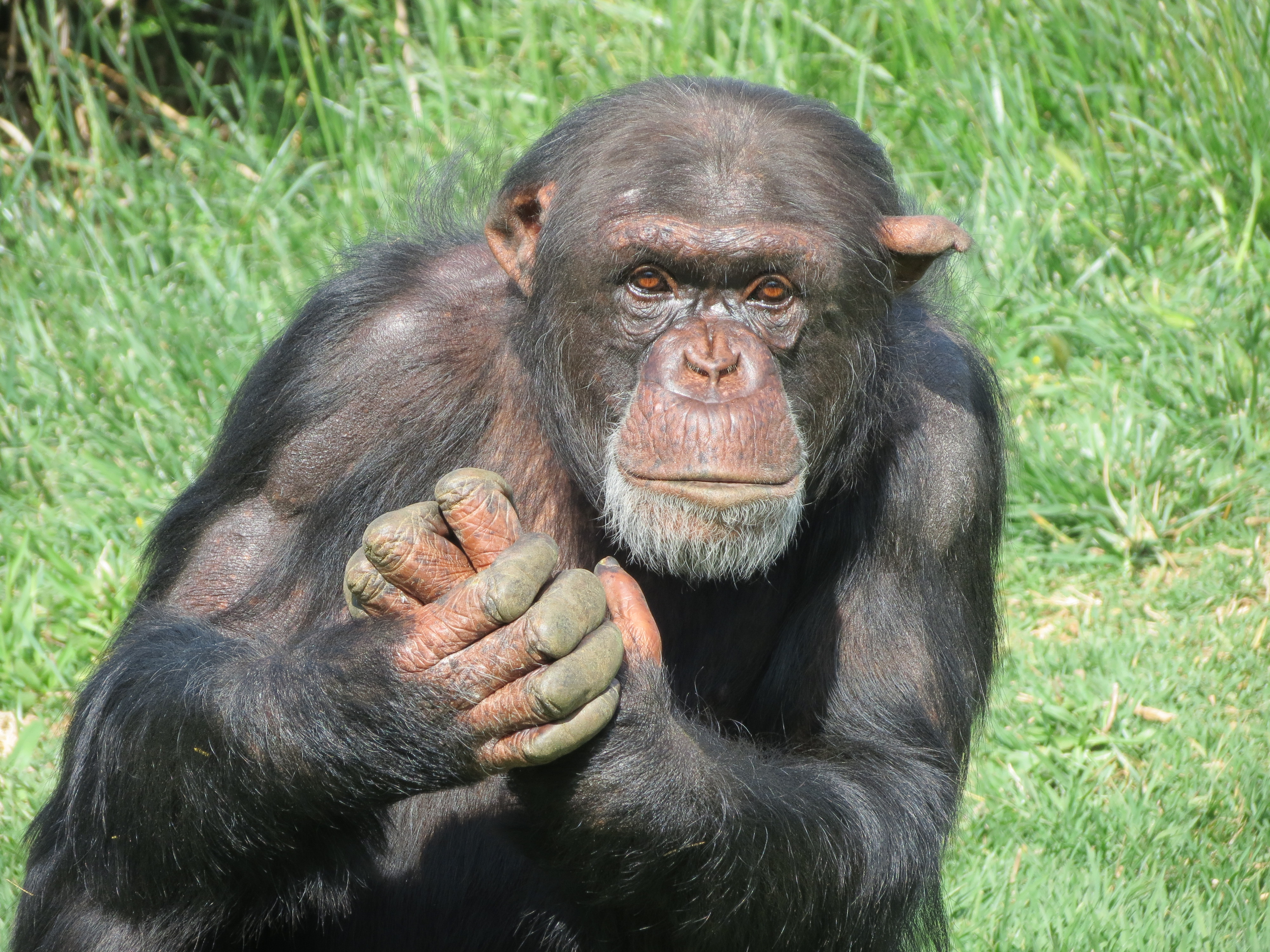
يرجع إنفصال السلف المشترك بين الإنسان والشمبانزي الشائع والبونوبو بين 5 إلي 6 مليون ينة، مما يجعل الشمبانزي بنوعييه هم أقرب أقرباء الإنسان العاقل في شجرة التطور.

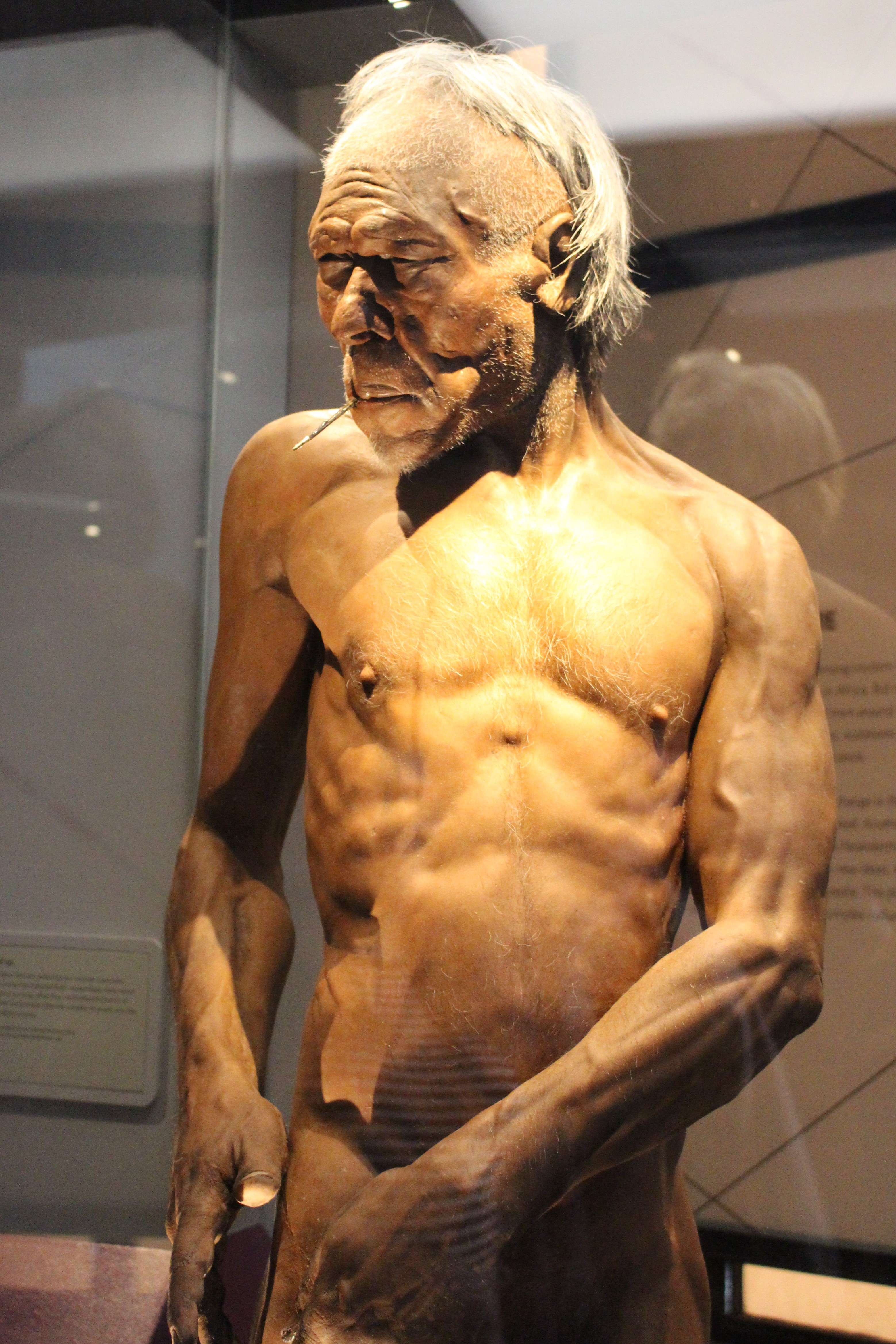
إعادة بناء رجل حديث من جنوب غرب أوروبا قبل.  30 ألف سنة مضت، متحف التاريخ الطبيعي بلندن.

أصبحت إمكانية ربط البشر بالقردة المبكرة بالنسب واضحة فقط بعد عام 1859، حيث نشر العالم تشارلز داروين في تلك الفترة عمله الشهير “أصل الأنواع” والذي ناقش فيه فكرة تطور أنواع جديدة من الأنواع السابقة. لم يتناول عمل داروين قضية التطور البشري، موضحاً أن هدفه “إلقاء الضوء فقط على أصل الإنسان وتاريخه”.
نشأت الأطروحات الأولى حول طبيعة التطور البشري لدى توماس هنري هاكسلي وريتشارد أوين. حيث أوضح هاكسلي تطور الإنسان من القردة من خلال إظهار العديد من أوجه التشابه والاختلاف بين البشر والقردة، وورد ذلك بشكل خاص في كتابه “مرتبة الإنسان في الطبيعة”. وبالرغم من ذلك، لم يتفق عددٌ كبيرٌ من من مؤيدي داروين الأوائل (مثل ألفريد راسل والاس وتشارلز ليل) على قدرة الاصطفاء الطبيعي في تفسير أصل القدرات الذهنية والأحاسيس الأخلاقية للبشر. بالطبع، تغير هذا التشكيك لاحقاً. طبق داروين نظرية التطور والاصطفاء الجنسي على البشر عندما نشر كتاب “نشوء الإنسان والانتقاء الجنسي” [a] في عام 1871.

### الأحفورات الأولى
كانت المشكلة الرئيسية في القرن التاسع عشر هي نقص الأحفورات الانتقالية. حيث اكتشفت بقايا إنسان نياندرتال في مقلع للحجر الجيري في عام 1856، أي قبل ثلاث سنوات من نشر داروين لكتابه “أصل الأنواع”. كما اكتشفت أحفورات إنسان نياندرتال في جبل طارق في وقت سابق، لكن زُعم وقتها أنها بقايا بشرية من مخلوق يعاني نوعاً ما من المرض. وعلى الرغم من اكتشاف العالم أوجان دوبوا عام 1891 لما يسمى الآن “الإنسان المنتصب” في جاوة، لكن اكتشاف هذه الأحفورات في أفريقيا في عشرينيات القرن الماضي أدى إلى تراكم هذه الأنواع الانتقالية. وفي عام 1925، وصف ريموند دارت أوسترالوبيثيكوس الأفريقي. وكانت العينة النمطية هي طفل تونغ، وهو طفل رضيع من الأوسترالوبيثيكوس اكتشف في أحد الكهوف. وكانت بقايا الطفل عبارة عن جمجمة صغيرة محفوظة بشكل جيد للغاية وقالب داخلي للمخ.
كان الدماغ صغيراً نوعاً ما (410 سم مكعب)، لكن شكله كان مستديراً، أي على عكس شكل دماغ الشمبانزي والغوريلا، وأقرب إلى دماغ الإنسان الحديث. أظهرت العينة أيضاً وجود أنيابٍ قصيرة، وكان موضع الثقبة العُظمى (وهو ثقبٌ في الجمجمة حيث يدخل العمود الفقري) دليلاً على الحركة بوساطة الساقين (أي ثنائيات الحركة). أقنعت جميع هذه الصفات العالِم دارت بأن طفل تونغ هو أحد أسلاف البشر من ثنائيات الحركة، أي أنه مرحلة انتقالية بين القردة والإنسان.

### أحفورات شرقي أفريقيا
عثر العلماء خلال الستينيات والسبعينيات من القرن الماضي على مئات الأحفورات في شرق إفريقيا في منطقتي Olduvai Gorge وبحيرة توركانا. وكانت القوة الدافعة وراء عمليات البحث هذه هي عائلة ليكي، وتحديداً لويس ليكي وزوجته ميري ليكي، ولاحقاً ابنهما ريتشارد وزوجته ميف، وكلهم باحثو أحفورات ناجحون وذو شهرة عالمية وعلماء مستحاثات. حيث جمع هؤلاء عينات تعود إلى أشباه البشر الأوائل من طبقات الأحافير في أولدافاي وبحيرة توركانا، وحصلو على عينات من الأسترالوبيثسين وأجناس إنسانية أخرى من ضمنها الإنسان المنتصب.
عززت هذه الاكتشافات الادعاء القائل أن أفريقيا مهد البشرية. وفي أواخر السبعينيات والثمانينيات من القرن الماضي، برزت إثيوبيا كنقطة ساخنة جديدة لعلم المستحاثات بعد العثور على “لوسي”: وهي المستحاثة الأكثر اكتمالاً من نوع أوسترالوبيثيكوس أفارينيسيس. عثر عليها دونالد جوهانسون في عام 1974 في متاهة من الأودية الضيقة في إقليم منطقة عفر في أثيوبيا. كان للعينة دماغ صغير، لكن عظام الحوض والساق كانت متطابقة تقريباً من الناحية الوظيفية مع تلك الموجودة لدى البشر الحديثين، مما يؤكد انتصاب قامة أشباه البشر هؤلاء.
صُنفت لوسي ضمن نوع جديد، وهو أوسترالوبيثيكوس أفارينسيس. حيث يعتقد أن هذا النوع على ارتباط وثيقٍ بجنس هومو كسلف مباشر أو كقريبٍ من سلف مجهول، أكثر من أي نوع آخر معروف من القردة العليا أو أشباه البشر الذين يعودون إلى هذا النطاق الزمني المبكر. (إن اسم “لوسي” والذي أطلق على العينة مأخوذٌ من عنوان أغنية لفرقة البيتلز الموسيقية، والتي تدعى “Lucy in the Sky with Diamonds”. حيث شُغلت الأغنية بصوت عالٍ ومتكرر في المعسكر أثناء الحفريات) [64].
اكتشف في إقليم منطقة عفر في أثوبيا المزيد من الأحفورات التي تعود لأشباه البشر، خاصة تلك التي اكتشفتها أو وصفتها فرق بحثٍ يرأسها تيم د. وايت في التسعينيات من القرن الماضي، بما في ذلك الأحفورات التي تعود لجنس أرديبيتيكوس كـ Ardipithecus ramidus وArdipithecus kadabba.
عُثر في عام 2013 على هياكل عظمية تعود لنوع “هومو ناليدي”، وهو نوع منقرض من أشباه البشر اعتبر سابقاً ضمن جنس الهومو. ووجدت هذه الأحفورات في (كهف النجم الصاعد)، وهو موقعٌ في منطقة “مهد البشرية” الموجودة في جنوب إفريقيا في مقاطعة جاوتنيغ بالقرب من العاصمة جوهانسبرغ. واعتباراً من شهر أيلول عام 2015، اكتُشفت حفريات تعود لـ 15 فرد على الأقل، وتصل لنحو 1550 عينة، من الكهف ذاته.
شُخّص النوع السابق بكتلة الجسم وطول القامة على غرار المجموعات البشرية الصغيرة الأخرى. كما لوحظ أن حجم بطانة القحف صغير وقريبٌ من حجم بطانة القحف لدى الأسترالوبيثكس، بينما كانت مورفولوجيا الجمجمة (أو شكل الجمجمة) مماثلة لأنواع مبكرة من الهومو. يجمع تشريح الهيكل العظمي بين السمات البدائية المعروفة لدى الأسترالوبيثسينات مع السمات المعروفة لدى أشباه البشر الأوائل. ويظهر الأفراد علامات تشير إلى قيام أحدهم بالتخلص منهم عمداً داخل الكهف بعد الوفاة. تعود هذه الأحفورات لنحو 250 ألف سنة، أي لا يعد الهومو ناليدي سلفاً مباشراً وإنما معاصراً للظهور الأول للبشر الحديثين ذوي الأدمغة الأكبر.

### الثورة الوراثية
بدأت الثورة الوراثية في دراسات التطور البشري عندما قام فنسنت ساريش وآلان ويلسون بقياس قوة التفاعلات المناعية لمصل الدم بين أزواج المخلوقات، بما في ذلك البشر والقردة الأفريقية (الشمبانزي والغوريلا).
يمكن التعبير عن قوة التفاعل عددياً كمسافة مناعية، والتي تُعتبر متناسبة مع عدد الفروقات في الأحماض الأمينية بين البروتينات المتماثلة في الأنواع المختلفة. وإن قمنا ببناء منحنى المعايرة لهوية أزواج الأنواع هذه، مع معرفتنا بأزمنة التفاوت في السجل الأحفوري، يمكننا بالتالي استخدام البيانات كساعة جزيئية لتقدير أزمنة التفاوت لتلك الأزواج التي تملك سجلات أحفورية ضعيفة أو لا تملكها على الإطلاق.
ساعدنا فهم تسلسل الحمض النووي، وتحديداً الـ DNA المتقدرة والهابلوغروب (صبغي Y) البشري، في معرفة أصل الإنسان.

## سجلات أحفورية

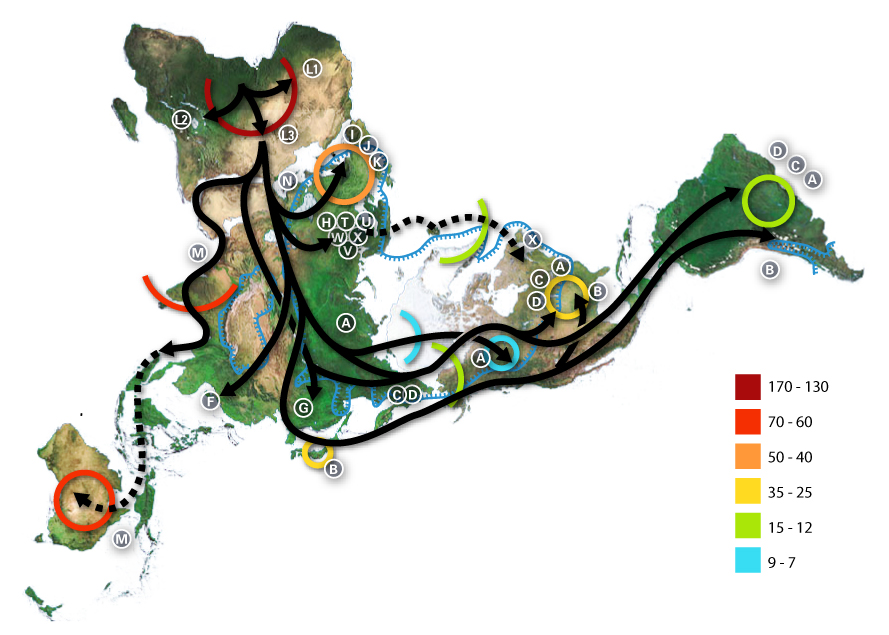
خريطة تبين خروج الإنسان الأول من أفريقيا إلى آسيا وأوروبا ثم إلى أستراليا والأمريكتين. ويعتمد هذا الانتشار على دراسة دنا الميتاكوندريا في أناس من مخلف أنحاء العالم (حواء الميتوكوندرية).
التواريخ بالألف سنة وموضحة بالألوان.

السجلات الأثرية لتطور الإنسان في كثير من المجالات مكتملة وتشير إلى التحول التدريجي بين كل جنس وآخر [بحاجة لمصدر]. حيث تفسر آلية الأصطفاء الطبيعي التحول التدريجي من جنس لآخر وذلك عن طريق أستثمار الطفرات الجينية (الإيجابية) التي تخدم تكيف الكائن مع الطبيعة المحيطة مما يجعل الكائن قادر على التأقلم والنجاة والأنتاج التكاثري، ويتم ذلك عبر ملايين السنين.
فعلى سبيل المثال واحدة من أقدم الحفريات المتوفرة في السجل الأحفوري للأنسان هي أحفورة تدعى (أنسان جاو القردي) وكان يتميز بالجمجمة المنخفضة وبروز عظم الحاجبين وصغر حجم المخ نحو 870 cm3 وقلة تلافيفه وأنحناء عظم الفخذ،
وفي حفرية أكثر تقدما سميت (إنسان بكين) وجد أن المخ أزداد حجما 1075 cm3 كما ازدادت تلافيفه كما وجدت مع الحفرية أدوات حجرية غشيمة الصنع ووجدت معها دلائل على استخدام النار،
وفي الحفرية التي أطلق عليها اسم (أنسان نياندرثال) كان حجم المخ 1600 cm3 وتلافيفه أكثر عددا وأكثر عمقا ووجدت معها أدوات وأسلحة جيدة الصنع نسبيا،
فيبدو واضحا من الآثار والحفريات أن تفوق الأنسان الحالي يرجع إلى عدة تطورات ناتجة عن طفرات مختلفة في بعض الصفات.

وبناء على هذا يتم تلخيص مراحل التطور البشري إلى ما يلي:
- ظهرت أشباه البشر قبل ثمانية ملايين سنة عندما انفصلت والقردة العليا great apes
- استخدام القدمين في الحركة عند اشباه البشر قبل أربعة ملايين سنة.
- ظهور أول أداة حجرية بسيطه استخدمت بوساطه أشباه البشر قبل مليونين وخمسمائة الف سنة (صخره مدببه الأطراف لتكسير العظام واستخراج الجذور) (فأس حجري)
- ظهور أول اداة متطورة استخدمها اشباه البشر قبل مليون وخمسمائة ألف سنة)
- استخدام اشباه البشر للنار والرمح وأدوات معقدة أخرى قبل نصف مليون سنة.
- استخدام أشباه البشر للرموز التصويرية وبعض المجوهرات والرسومات ومظاهر لوجود شعائر دفن للموتي قبل أربعين ألف سنة.
- ظهور الزراعة قبل عشرة آلاف سنة. و هذا ساعد على الاستقرار .

## الرئيسيات

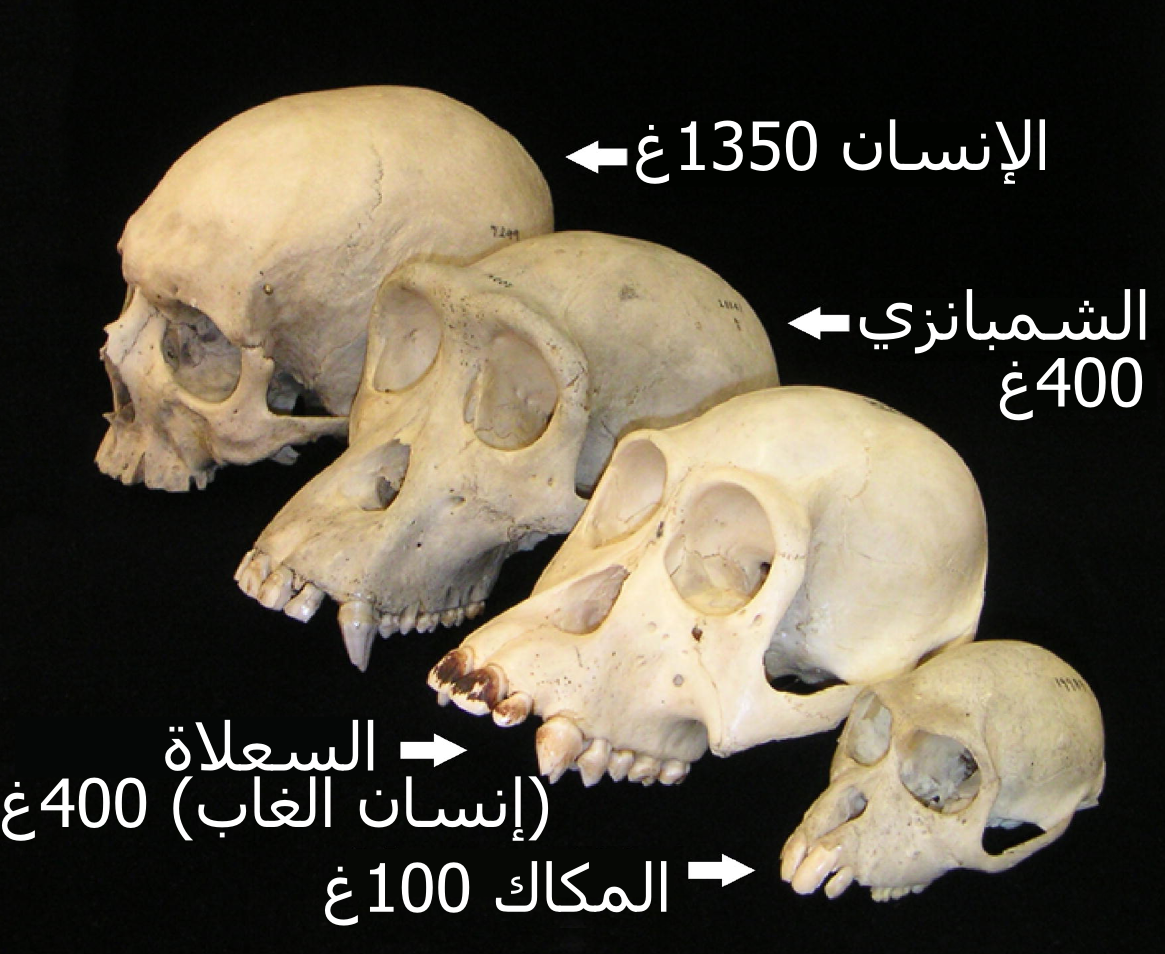
جماجم إنسان، شيمبانزي، إنسان الغاب وقرد المكاك ومتوسط وزن المخ لكل منها

الرئيسيات هي رتبة تنضوي تحت فصيلة الثدييات وتشمل على عدد من الحيوانات كالقردة والغوريلات وأيضا الإنسان. رتبة الرئيسيات تحوي على خصائص ومتشابهه في ما بينها كالأصابع القادره على التحرك والأظافر والنظر وتجويف العينين في الجمجمة وتركيب الجمجمة نفسها وضخامة الدماغ مقارنة بالجسم ككل. جميع أنواع هذه الرتبة لها حاسية شم ضعيفة تقريبا
أشباه البشر هي مجموعة ضمن رتبة الرئيسيات وتحوي في أنواعها على كل من الإنسان والقردة العليا، هذه المجموعة تعتبر أول من مشى على قدمين اثنين في استخدام الحركة والتنقل.
ولعل أقوى دليل على علاقتنا هذه بين الإنسان والقردة ياتي من التحاليل الجينية للدنا.
ليس هذا فحسب بل حتى الترتيب الجيني في كلا الفصيلتين هو نفسه. ولهذا قال العلماء أن الشيمبانزي هي أقرب للإنسان وراثيا منها إلى الغوريلات.
و بما أن أقدم أحفورة لشبة بشري وجدت في أفريقيا وأن جيناتنا البشرية تكاد تطابق جينات القرود الأفريقية لا غيرها كقردة الأورانغوتان. لذلك فجميع أشباه البشر بما فيها الإنسان قد خرجت بالأساس من أفريقيا ومن ثم انتشرت إلى باقي القارات.

## أول شبيه للبشر

سلسلة تطور القرود والقردة العليا وفصيلة تحت الإنسانيات وأشباه البشر والجنس الإنساني. الجنس الإنساني إلى اليسار في شجرة التطور

بالنظر إلى التحليلات الجينية فهي تشير إلى أن اشباه البشر قد تطوروا من القرود قبل ثمانية أو سبعة ملايين سنة. حتى قبل عام 2000م والمعروف فإن أقدم أحفورة لشبية للبشر
كان عمرها أربعة ملايين وخمسمائة الف سنة وسميت بأرديبيتيكوس. في عام 2000م اكتشفت احفورة تعود إلى ستة ملايين سنة وسميت أورورين توجنسيس. هذا المخلوق كان له اسنان صغيرة مثل الإنسان الحديث وطبقة كثيفه من الجير على الأسنان مما يعنى انه كان يتغذى على النباتات القوية كالجذور والبذور بدلا من النباتات الطرية الثمار. وبعد دراسة الأحفورة أقر العلماء بأن هذا المخلوق من فصائل الشبه بشرية والتي كانت تمشي على قدمين. وفي شهر يوليو من عام 2002م اكتشفت أحفورة يعود عمرها إلى سبعة ملايين سنة ولدرجة اختلافها عن باقي احافير اشباه البشر فقد خصصت لهذه الاحفوره نوع خاص من أنواع اشباه البشر وسميت بـ إنسان ساحل التشادي، ويعتقد بأنه عاش في مرحلة قريبة جدا من بدء انقسام أسلاف الإنسان الشبه بشرية عن القردة. يعزى التعقيد في تصنيف هذا الكائن إلى صفاته المتداخلة ما بين القردة وأشباه البشر، وبالرغم من وجود الدلائل التي تشير إلى مقدرة هذا المخلوق على المشي بقدمية إلا ان العلماء لم يتأكدوا حتى الآن من هذا الشيء.

## انتقادات لنظرية التطور
كورت غودل عالم رياضياتي وومنطق وفلسفة .
أعرب كورت غودل ذات مرة عن قلقه بشأن الأسس الرياضية للتطور. في كتابته إلى زميله هاو وانغ ، أشار إلى أن "تكوين جسم الإنسان خلال الزمن الجيولوجي بواسطة قوانين الفيزياء (أو أي قوانين أخرى ذات طبيعة مماثلة) ، بدءًا من التوزيع العشوائي للجسيمات الأولية وحقول القوى ، غير مرجح مثل احتمال انفصال الغلاف الجوي عن طريق الصدفة إلى مكوناته."
جيرد بي. مولر يشترك مع إيفا يابلونكا ، و كيفين لالاند ،, أليكس ميسودي ،  و ستيوارت نيومان ، و ماسيمو بيغليوتشي ، و كيم ستيرلني ، وجون أودلينغ-سمي ،  و "توبياس أولر"،  وكذلك دينيس نوبل وآخرون ،  يعد جيرد مولر من المدافعين عن إطار عمل تطوري بديل لنظرية التطور .

## وصلات خارجية
- خط زمني للبشر (تفاعلي) – سميثسونيان، المتحف الوطني للتاريخ الطبيعي (أغسطس 2016).